# Todarodes pacificus
Todarodes pacificus är en bläckfiskart inom gruppen "flygbläckfiskar". Den beskrevs först av Japetus Steenstrup 1880. Todarodes pacificus ingår i släktet Todarodes och familjen Ommastrephidae.
Denna och liknande arter är kända för att de ibland använder sin sifon till att skjuta sig upp ur vattnet. Därefter kan de genom att spänna ut tentakler och sidofenor på huvudet hålla sig svävande ovanför vattenytan i upp till 30 meter. Denna flykt, som kan jämföras med flygfiskarnas dito, antas ske antingen under flykt undan rovfiskar eller som ett snabbare sätt att ta sig framåt; arten genomför periodiskt flyttningar i grupp över olika delar av Stilla havet.
Inom fiskerinäringen är arten på svenska benämnd som flygbläckfisk.

## Underarter
Arten delas in i följande underarter:
- T. p. pusillus
- T. p. pacificus